# Dirt Farmer
Dirt Farmer é um álbum de folk music do músico estadunidense Levon Helm. Foi lançado em 30 de outubro de 2007 pela Vanguard Records, sendo o primeiro trabalho solo de Helm desde 1982. Apresenta versões cover de canções de Steve Earle e J. B. Lenoir, e entre os músicos de apoio estão sua filha Amy e Larry Campbell, antigo colaborador de Bob Dylan. Em fevereiro de 2008, o álbum foi premiado com um Grammy na categoria Best Traditional Folk Album.
| Críticas profissionais                                                      | Críticas profissionais |
| Avaliações da crítica                                                       | Avaliações da crítica  |
| Fonte                                                                       | Avaliação              |
| --------------------------------------------------------------------------- | ---------------------- |
| Allmusic                                                                    | [ 1 ]                  |
| Rolling Stone                                                               | [ 2 ]                  |
| Esta tabela precisa de ser acompanhada por texto em prosa. Consulte o guia. |                        |

## Faixas
1. "False Hearted Lover Blues" (tradicional) – 3:29
2. "Poor Old Dirt Farmer" (Tracy Schwarz) – 3:52
3. "The Mountain" (Steve Earle) – 3:35
4. "Little Birds" (tradicional) – 4:41
5. "The Girl I Left Behind" (tradicional) – 3:36
6. "Calvary" (Byron Isaacs) – 4:53
7. "Anna Lee" (Laurelyn Dossett) – 3:43
8. "Got Me a Woman" (Paul Kennerley) – 3:11
9. "A Train Robbery" (Paul Kennerley) – 5:28
10. "Single Girl, Married Girl" (A. P. Carter) – 3:18
11. "The Blind Child" (tradicional) – 3:26
12. "Feelin' Good" (J. B. Lenoir) – 3:31
13. "Wide River to Cross" (Buddy & Julie Miller) – 4:52

## Créditos
- Larry Campbell – dulcimer, violão, fiddle, bandolim, percussão, arranjos, vocal de apoio, produção, guitarra
- Georgette Cartwright – coordenação
- Ahron R. Foster – fotografia
- Justin Guip – engenharia de som, mixagem
- Amy Helm – bandolim, percussão, piano, arranjos, vocais, vocais de apoio, produção, mandola
- Levon Helm – violão, bandolim, arranjos, bateria, vocais, encarte do CD
- Byron Isaacs – baixo, percussão, vocais de apoiobass, percussion, background vocals
- Buddy Miller – vocais de apoio
- Julie Miller – vocais de apoio
- Brian John Mitchell – piano, acordeão, vocais de apoio
- Glenn Patscha – órgão
- George Receli – percussão
- Doug Sax – masterização
- Carrie Smith – direção de arte, design
- Teresa Williams – vocais de apoio